# Burgstall Hammersbach
Der Burgstall Hammersbach, auch Hammersbacher Burg genannt, bezeichnet eine abgegangene spätmittelalterliche Turmburg auf dem 780 m ü. NHN hohen Turmanger bei Hammersbach, einem Ortsteil der Gemeinde Grainau im Landkreis Garmisch-Partenkirchen in Bayern. Die unmittelbar südwestlich der Marienkapelle von Hammersbach liegende Anlage wird als Bodendenkmal „Burgstall des späten Mittelalters und der frühen Neuzeit (‚Hammersbacher Burg‘)“ unter der Aktennummer D-1-8532-0053 geführt.

## Geschichte
Die Höhenburg wurde um 1416 erbaut und 1720 abgebrochen. Von der ehemaligen Burganlage ist nichts erhalten.